# Viaductul de la L'Estaque
Viaductul de la L'Estaque este o pictură în ulei pe pânză realizată în 1907 de artistul francez Georges Braque. Pictura are dimensiunile de 63,5 pe 78,74 cm. Se află la Institutul de Artă din Minneapolis.

## Istorie și descriere
Braque a efectuat mai multe călătorii în sudul Franței între 1906 și 1910. S-a interesat în mod deosebit de portul din L'Estaque, la vest de Marsilia, unde a realizat mai multe picturi. Braque arată influența fauviștilor și a lui Paul Cézanne în peisajele pe care le-a creat acolo în 1907. Culorile nenaturaliste ale fauviștilor sunt combinate cu reducerea la forme geometrice simple a peisajului, în mod similar cu Cézanne. Stilul propriu al artistului este, de asemenea, caracteristic acestei lucrări. În această perioadă, Braque a făcut cunoștință cu noul stil cubist al prietenului său Pablo Picasso, care i-a stârnit interesul și pe care îl va adopta în curând.